# Kassenantrag
Ein Kassenantrag ist der Antrag eines Patienten an seine Krankenkasse zur Genehmigung einer krankenkassenfinanzierten Psychotherapie in Deutschland. Er muss den Maßgaben der Psychotherapie-Richtlinien entsprechen. Der Kassenantrag muss bei einer Langzeittherapie von einem Bericht an den Gutachter begleitet werden, der vom behandelnden Psychotherapeuten persönlich erstellt wird. Der Antrag und der Bericht werden von der zuständigen Krankenkasse einem qualifizierten externen Gutachter vorgelegt, der darüber befindet, ob die beantragte Psychotherapie der Psychotherapie-Richtlinie des Gemeinsamen Bundesausschusses  gerecht wird. Die Richtlinie fordern ein „umfassendes Theoriesystem der Krankheitsentstehung“ und einen Beleg der therapeutischen Wirksamkeit der spezifischen Behandlungsmethoden. Das Antrags- und Gutachterverfahren verfolgt das Ziel, ungeeignete, das heißt nicht indizierte oder prognostisch ungünstige Behandlungsversuche zu verhindern. Die Richtlinie und das Gutachterverfahren sollen nicht nur die Solidargemeinschaft vor nicht mehr finanzierbaren Lasten schützen, sondern die Therapeuten und Patienten auch vor schädlichen emotionalen Verwicklungen und unreflektierten Allianzen bewahren. Das Antrags- und Gutachterverfahren kann so – richtig verstanden – auch ein Beitrag zur Psychohygiene der Therapeuten sein.

## Kassenantrag bei tiefenpsychologisch fundierter Psychotherapie (TP)
Die tiefenpsychologisch fundierte Psychotherapie umfasst ätiologisch fundierte Therapieformen, mit welchen die unbewusste Psychodynamik aktuell wirksamer neurotischer Konflikte unter Beachtung von Übertragung, Gegenübertragung und Widerstand behandelt werden. Eine Konzentration des therapeutischen Prozesses wird durch Begrenzung des Therapiezieles, durch ein vorwiegend konfliktzentriertes Vorgehen und durch Einschränkung regressiver Prozesse angestrebt. Als Sonderformen gestatten die Richtlinien: Kurztherapie, Fokaltherapie, Dynamische Psychotherapie und eine niederfrequente Therapie in einer längerfristigen, Halt gewährenden therapeutischen Beziehung. Nicht zu Lasten der gesetzlichen Krankenkassen angewendet werden dürfen die Gestalttherapie, Logotherapie, Psychodrama, Respiratorisches Feedback, Transaktionsanalyse und andere Verfahren, für welche der Bundesausschuss der Ärzte und Krankenkassen nicht feststellen kann, dass die Erfordernisse der Richtlinien erfüllt sind.

## Kassenantrag bei Verhaltenstherapie (VT)
Die Verhaltenstherapie ist neben der analytischen und der tiefenpsychologisch fundierten Psychotherapie als drittes Richtlinienverfahren seit 1987 anerkannt. Der Gutachter überprüft die Leistungspflicht der Krankenkasse anhand von folgenden Kriterien:
- Liegt eine Störung mit Krankheitswert vor (orientiert an ICD 10)?
- Liegt ein zweckmäßiges Behandlungskonzept vor (orientiert an wissenschaftlich begründetem Störungsmodell und dementsprechenden Interventionsmethoden)?
- Ist die Behandlung wirtschaftlich (können Befundverbesserungen nach maximal 80 Sitzungen realistischerweise erwirkt werden)?

## Praktischer Ablauf
(Beispiel Langzeittherapie)
- Die Patientin kommt mit ihrer elektronische Gesundheitskarte und einer Überweisung.
- In maximal vier probatorischen Sitzungen plus einer Anamneseerhebung werden die benötigten Informationen exploriert.
- Aufgrund der Komplexität der Störung wird ein Langzeittherapieantrag gestellt.
- Die Patientin stellt per Antragsformular PTV 1 einen Antrag auf Psychotherapie.
- Die Therapeutin füllt ein Antragsformular PTV 2 aus und fügt den Bericht an den Gutachter an.
- Beide Anträge erhält die Kasse.
- Der Gutachter erhält über die Kasse in einem geschlossenen Umschlag: Bericht, PTV2, Klinikberichte und bei Psychologischen Psychotherapeuten oder Kinder- und Jugendlichenpsychotherapeuten den Konsiliarbericht eines Arztes (Patientendaten als Chiffre)
- Bei Erfüllung der oben genannten Kriterien empfiehlt der Gutachter die Kostenübernahme der Therapie.
- Das Gutachterverfahren wird zum 31. Dezember 2022 abgeschafft.
- Für Gruppentherapien ist das Gutachterverfahren seit dem 23. November 2019 abgeschafft.